# Вудбурн (Орегон)
Вудбурн (англ. Woodburn) — місто (англ. city) в США, в окрузі Меріон штату Орегон. Статус міста присвоєно в 1889 році. Розташоване в північній частині долини Вілламетт, між Портлендом та Сейлемом. Населення — 26 013 особи (2020).

## Географія
Вудбурн розташований за координатами 45°8′52″ пн. ш. 122°51′31″ зх. д. / 45.14778° пн. ш. 122.85861° зх. д. (45.147683, -122.858568).  За даними Бюро перепису населення США в 2010 році місто мало площу 13,91 км², уся площа — суходіл.

## Демографія
Згідно з переписом 2010 року, у місті мешкало 24 080 осіб у 7545 домогосподарствах у складі 5375 родин. Густота населення становила 1732 особи/км².  Було 8283 помешкання (596/км²).
Расовий склад населення:
| - 60,4 % — білих - 2,8 % — корінних американців - 0,8 % — азіатів - 0,5 % — чорних або афроамериканців - 0,1 % — вихідців з тихоокеанських островів - 31,5 % — осіб інших рас |

До двох чи більше рас належало 3,8 %. Частка іспаномовних становила 58,9 % від усіх жителів.
За віковим діапазоном населення розподілялося таким чином: 30,9 % — особи молодші 18 років, 53,7 % — особи у віці 18—64 років, 15,4 % — особи у віці 65 років та старші. Медіана віку мешканця становила 31,7 року. На 100 осіб жіночої статі у місті припадало 100,6 чоловіків;  на 100 жінок у віці від 18 років та старших — 99,3 чоловіків також старших 18 років.
Середній дохід на одне домашнє господарство  становив 51 853 долари США (медіана — 43 093), а середній дохід на одну сім'ю — 54 517 доларів (медіана — 45 110). Медіана доходів становила 33 285 доларів для чоловіків та 31 289 доларів для жінок. За межею бідності перебувало 30,0 % осіб, у тому числі 48,1 % дітей у віці до 18 років та 7,9 % осіб у віці 65 років та старших.
Цивільне працевлаштоване населення становило 9820 осіб. Основні галузі зайнятості: виробництво — 15,8 %, сільське господарство, лісництво, риболовля — 15,1 %, освіта, охорона здоров'я та соціальна допомога — 14,0 %.